# ガブリエラ・パルッツィ
ガブリエラ・パルッツィ（Gabriella Paruzzi、1969年6月21日 - ）はイタリア、フリウリ＝ヴェネツィア・ジュリア州ウーディネ出身の元クロスカントリースキー選手。
1991年から2006年に国際大会で活躍した。

## プロフィール
地元ヴァル・ディ・フィエンメで開催された1991年ノルディックスキー世界選手権の代表に抜擢され国際大会にデビュー、30kmで8位、リレーでは銀メダル獲得に貢献した。3月9日にはファルンでの15kmでクロスカントリースキー・ワールドカップにデビューし12位となった。
1992年アルベールビルオリンピックではリレーで銅メダルを獲得したが、個人は15kmの9位が最高位であった。
1993年ノルディックスキー世界選手権ではリレーで2大会連続の銀メダル、個人30kmでは6位に入賞した。
1994年リレハンメルオリンピック、1998年長野オリンピックでもリレーで銅メダルを獲得、1999年ノルディックスキー世界選手権のリレーでは銀メダルを獲得した。
2001年1月10日にパシュートでワールドカップ自身初の表彰台となる2位入賞、2001年ノルディックスキー世界選手権リレーで銅メダル、このシーズンのワールドカップ総合も自己最高6位と躍進した。
2002年ソルトレークシティオリンピックでは30kmで優勝、オリンピック、世界選手権通じて自身初の金メダルを獲得した。
2003-2004シーズンのワールドカップでは3勝をあげて総合優勝を達成、2005年ノルディックスキー世界選手権、2006年トリノオリンピックでもそれぞれリレーで銅メダルを獲得、2005-2006シーズン限りで現役を引退した。
タルヴィジオにあるスキー競技場には彼女の功績を記念してその名が冠された。